# Rabbit (バンド)
Rabbit（ラビット）は、日本のバンド。2012年、振付師の南流石を中心に、森俊之、Watusi、佐藤タイジ、沼澤尚、そして大塚愛を加えた男女6人のメンバーで結成された。

## 概要
振付師、有名女性歌手やロックバンドのメンバー、プロデューサーが集まって結成されたJ-popのロック・バンド。レーベルはcutting edgeでA&Rはエイベックスの油井誠志が担当。
Rabbitはバンドであってバンドではなく、80年代に「We Are The World」を歌って世界中を席巻したUSAフォー・アフリカの進化系を目指すべく、いろいろな人々を数珠つなぎにつなげようというコンセプトで結成された「音楽を軸に活動するコングロマリット」である。つまりバンドはひとつの形であって最終目的ではなく、バンドを起点に年齢やさまざまなジャンルの垣根を越えて仲間を増殖させ、横にも縦にも人をつなげていくある種の共同体であり、この音楽を中心に相互に関係性のなかった者たちが合わさって多角的に活動を営む集合体／複合体を作っていく行為を「コングロラビット（conglorabbit）」と呼ぶという。
バンド名やバンドのシンボルマークの元ともなった「rabbit（ウサギ）」は繁殖能力が高い、つまり性欲（＝生欲）が強い生き物であり、この生欲を相手に与えることで共同体は益々大きくなるというのがコンセプトである。「NO BORDER」を活動テーマに、音楽だけでなく様々な分野で枠を超えた展開をしていく。
ビジュアル発表のタイミングでアート・ディレクターに中井拓（QUEEL DESIGN）、映像監督に田辺秀伸、プレス発表会には、モーションデザイナー（ダンサー）のmunefujikoの2名を迎え、現在もメンバーは増殖中。
楽曲制作においては、手練のミュージシャンが集まったバンドにありがちな誰がイニシアチブを取るかという主導権争いはなく、作詞作曲はメンバー各人が担当する。作詞者と作曲者が別だったりあるメンバーが作った曲を別のメンバーが歌ったりと、それぞれの個性が融合したさまざまな楽曲を聴くことが出来る。

## 略歴
2012年
- 10月10日、南流石が発起人となって結成された音楽プロジェクトのRabbitが始動することが明らかとなる[7]。
- 10月31日、Rabbitとしてのビジュアルイメージを発表[4]。
- 11月23日、J-WAVEのラジオ番組「J-WAVE HOLIDAY SPECIAL LOWRYS FARM presents HAPPY PARADE」の公開放送に出演。
- 11月30日、デビューに向けて都内某所で開催した「Rabbit プレス発表会 2012」をUstreamにて生中継[5][6][8]。
- 12月12日、デビューアルバム「裸人」をリリース、メジャーデビューを果たす[1]。
- 12月30日、COUNTDOWN JAPAN 12/13（MOON STAGE）に出演[9]。

2013年
- 1月25日、テレビ朝日系で放送の音楽番組「ミュージックステーション」に初出演[10]。
- 2月1日、TBS系列などで放送の音楽番組「CDTV」の2月度オープニングテーマ"に「Nikki」が決定。
- 2月3日から3月19日にかけて、初の全国ツアー「Rabbit Live Tour 裸Beat 2013」を行う[11]。
- 3月1日　Rabbitコングロラビット企画「Hobson's × Rabbitデコレーションコンテスト」を開催[注 1][12]。
- 4月1日、tvkで放送の「みぶりてれび」挿入歌に「HoloHolo」が決定[注 2]。

## メンバー

### 現在のメンバー
（公式プロフィールより）
南流石 - コーラス、モーション
1980 年代に活動していたなバンド「JAGATARA」の元ダンサー。
現在は主にクリエイティブダンスチーム「流石組」を率いる振付師として活動。
森俊之 - キーボード
普段は沼澤尚とのダンス・ミュージック・ユニット「Deep Cover」、佐藤タイジとの コラボ・ユニット「The SunPaulo」、松原秀樹（Ba）・田中義人（Gt）・玉田豊夢（Dr）・森俊之（Key）からなるジャズ・ファンク・バンド「C.C.King」のキーボーディスト&トラック・メイカーとして、あるいは国内にとどまらず海外の有名ミュージシャンとの共演やレコーディング経験もあるセッションミュージシャンとして活動。
Watusi - ベース
Lori Fineとのユニット「COLDFEET」のプログラマー、ベーシスト、DJ。
中島美嘉の多くのシングルを始め、 hiro・安室奈美恵・BoA・CHEMISTRY 等を手がけるプロデュース・チームとしても活動。
佐藤タイジ - ギター、ボーカル、コーラス
「THEATRE BROOK」のリードボーカル&ギタリスト。また町田康との「ミラクルヤング」や森俊之とのコラボ・ユニット「The SunPaulo」、「TAIJI at THE BONNET」、「インディーズ電力」などとしても活動。
沼澤尚 - ドラム
普段は佐藤タイジとの「THEATRE BROOK」、森俊之との「DEEP COVER 」や「C.C.King」など、数多くのバンドやグループで活動する一方、ソロミュージシャンや国内外問わず数多くの有名ミュージシャンとの共演経験のあるセッションミュージシャンとしても活動。
大塚愛 - ボーカル、コーラス、ギター
シンガーソングライター。
音楽だけにとらわれず、絵本など他分野でもマルチな才能を見せるクリエイターとして活動。
munefujiko（2名） - モーションデザイナー
中井拓（QUEEL DESIGN） - アート・ディレクター
田辺秀伸 - 映像監督

## ディスコグラフィ

### アルバム
| #   | リリース日     | タイトル | 順位 | 規格品番     | 形態                   | 備考 |
| --- | -------------- | -------- | ---- | ------------ | ---------------------- | ---- |
| 1st | 2012年12月12日 | 裸人     | 61   | CTCR-14784   | CD                     |      |
| 1st | 2012年12月12日 | 裸人     | 61   | CTCR-14783/B | CD+DVD                 |      |
| 1st | 2012年12月12日 | 裸人     | 61   | -            | デジタル・ダウンロード |      |

| 全編曲: Rabbit。 |                                               |            |                       |       |
| #                | タイトル                                      | 作詞       | 作曲                  | 時間  |
| 1.               | 「ドーナツスポット」                          | AiO        | AiO、森俊之           | 5:48  |
| 2.               | 「RUNWAY」                                    | AiO        | Lori Fine（COLDFEET） | 4:14  |
| 3.               | 「泡ガール」                                  | AiO        | AiO                   | 4:49  |
| 4.               | 「Nikki」                                     | 南流石     | 佐藤タイジ            | 5:02  |
| 5.               | 「UNLOVE」                                    | AiO        | 森俊之                | 5:46  |
| 6.               | 「半熟たまご」                                | AiO        | AiO                   | 4:40  |
| 7.               | 「MOONLIGHT」                                 | LOVE       | LOVE                  | 3:56  |
| 8.               | 「時の彼方」                                  | 佐藤タイジ | 佐藤タイジ            | 6:18  |
| 9.               | 「HoloHolo」                                  | AiO        | Lori Fine（COLDFEET） | 5:15  |
| 10.              | 「ローリン アース ストーン ～地球を転がせ～」 | 南流石     | 佐藤タイジ            | 4:54  |
| 合計時間:        | 合計時間:                                     | 合計時間:  | 合計時間:             | 50:45 |

| #  | タイトル                        | 作詞 | 作曲・編曲 | 監督     |
| -- | ------------------------------- | ---- | ---------- | -------- |
| 1. | 「Nikki」(ミュージック・ビデオ) |      |            | 田辺秀伸 |
| 2. | 「映像作品『裸人』」            |      |            | 田辺秀伸 |

## ライブ
rockin'on presents COUNTDOWN JAPAN 12/13
- 2012.12.30　千葉：幕張メッセ

Rabbit Live Tour 裸Beat 2013
- 2013.02.03　新潟：NIIGATA LOTS
- 2013.02.10　愛知：名古屋ダイアモンドホール
- 2013.02.16　静岡：SOUND SHOWER ark
- 2013.02.23　宮城：仙台Rensa
- 2013.03.02　福岡：DRUM LOGOS
- 2013.03.16　広島：BLUE LIVE HIROSHIMA
- 2013.03.17　大阪：なんばHatch
- 2013.03.19　東京：SHIBUYA-AX